# Red Dead Redemption
Red Dead Redemption és un videojoc no lineal d'acció-aventura western desenvolupat per Rockstar San Diego. El videojoc va ser anunciat oficialment el 4 de febrer de 2009, i va ser llançat el 18 de maig de 2010 a Nord Amèrica i el 21 de maig a Europa i Austràlia per a Xbox 360 i PlayStation 3. És considerat el successor espiritual de Red Dead Revolver, llançat en 2004.
La història de Red Dead Redemption transcorre als darrers anys del Far West al 1911, i narra la història de l'antic bandit John Marston, que sofreix el xantatge dels agents federals que tenen amenaçada la seva família perquè ajudi a imposar la llei a la frontera mexicà-nord-americà i capturi al seu antic company, i actual bandit, Bill Williamson. L'acció del videojoc se situa en els estats ficticis de New Austin, Nuevo Paraíso i West Elizabeth, basats en Texas, Nou Mèxic/Arizona i Eastern Seaboard, respectivament.
Des del seu llançament, Red Dead Redemption ha gaudit de l'aplaudiment unànime de la crítica, ja que compta amb una puntuació de 95/100 en els recopiladors d'anàlisi Metacritic i GameRankings. Rockstar Games ha llançat cinc continguts descarregables per al videojoc: Mites i Renegats, Malfactors fins al final, Llegendes i Assassins, Mentiders i Tramposos, Caçador i Mercader i Malson dels No Morts. L'octubre de 2010 es va fer públic que quatre d'aquestes expansions es recopilarien en un sol disc: el seu llançament es va produir el dia 26 de novembre de 2010. El videojoc ha venut més d'onze milions d'unitats en les plataformes PlayStation 3 i Xbox 360 des que fos llançat al mercat.

## Argument

### Sinopsi
La història de Red Dead Redemption se situa a la frontera mexicà-nord-americà, l'any 1911, i és protagonitzat per John Marston, un antic malfactor que és contractat per agents secrets de l'Oficina Federal d'Investigació perquè capturi a dos dels que van ser els seus companys de banda: Bill Williamson i Javier Escuella. No obstant això, els agents federals, per assegurar-se que Marston compleix amb les seves noves obligacions, han segrestat la seva dona i fill i els alliberaran quan Marston els lliuri a Williamson i Escuella.

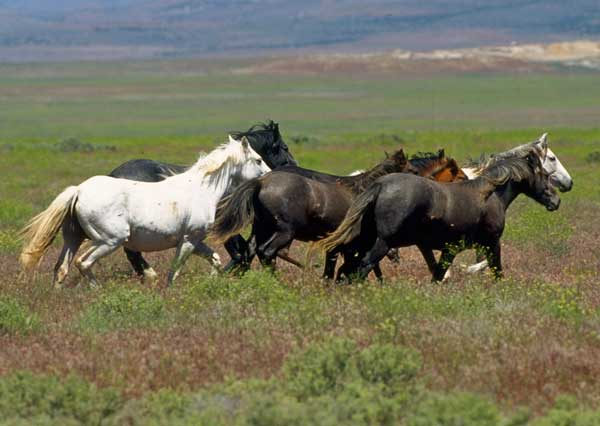
Els cavalls salvatges són fàcils de trobar i suposen un mitjà de transport fonamental en Red Dead Redemption.

Marston arriba a l'estació de ferrocarril d'Armadillo, a l'estat de New Austin. Després de localitzar el seu contacte de Blackwater, aquest i Marston es dirigeixen a Fort Mercer, on es troba Bill Williamson. En la seva primera trobada, Williamson dispara Marston, que resulta malferit. No obstant això, una jove ranxera de Hennigan's Stead, Bonnie MacFarlane, el recull i el porta a casa per curar-lo. Al Ranxo MacFarlane, Marston comença la seva missió d'atrapar els homes que busca, i Bonnie li presenta al comissari d'Armadillo, Leigh Johnson. El comissari promet ajudar Marston amb la seva missió si aquest col·labora abans amb mantenir l'ordre a la zona. Durant la seva estada a New Austin, John Marston coneix una sèrie de personatges que, d'una manera o altra, ajuden a Marston a progressar en la seva recerca. Entre aquests personatges estan Nigel West Dickens, un estafador de poca importància que promet cures miraculoses per tot l'Estat; Seth Briars, un malalt cercador de tresors, o els vagabunds immigrants irlandesos, Welsh i French.
Després de realitzar nombrosos favors als personatges de New Austin, Marston rep la notícia que Bill Williamson està atrinxerat a Fort Mercer. Marston, el comissari i altres companys preparen l'assalt al fort, però, finalment, Williamson aconsegueix escapar de l'atac i fuig a Mèxic per reunir-se amb Escuella. Precisament Irish és qui ajuda a Marston a creuar la tensa frontera cap a Mèxic mitjançant una bassa a través del riu San Luís.

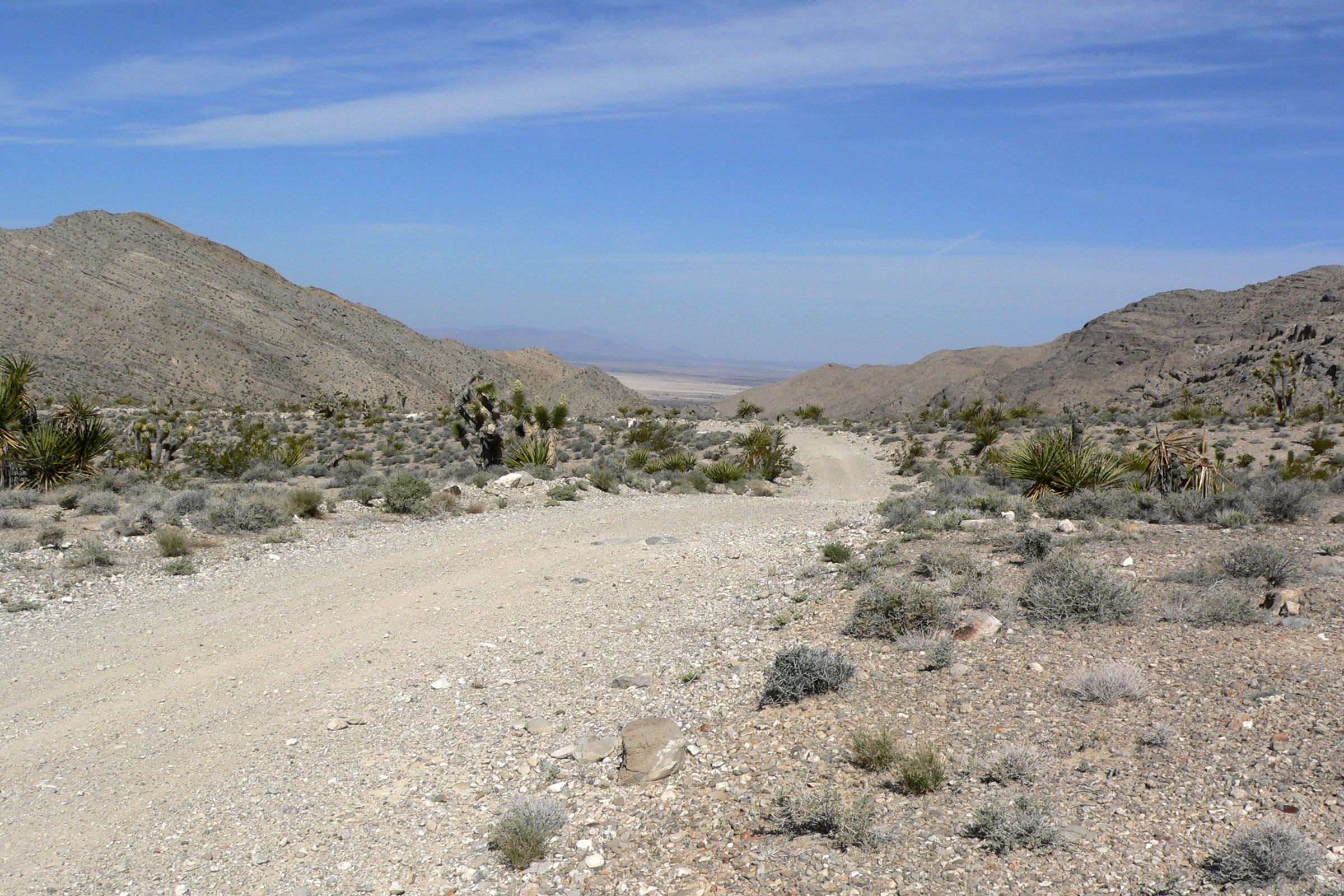
Típica imatge del paisatge mexicà de Nuevo Paraíso. En els camins, el personatge pot trobar-se amb qualsevol tipus de perills, des emboscades fins a atacs d'animals.

Ja a Nuevo Paraíso, Marston coneix Landon Ricketts, una llegenda del pistolerisme que viu retirat a la localitat de Chuparosa. A través de Ricketts i de la seva estada a Nuevo Paraíso, Marston s'introdueix al moviment revolucionari mexicà gràcies a les amistats que entaula amb la jove professora Luisa Fortuna i Abraham Reyes, el líder dels revoltats mexicans. No obstant això, Marston, en un primer moment, col·labora amb el coronel Allende i l'exèrcit mexicà, és a dir, els objectius enemics dels rebels. El protagonista continua amb la recerca dels seus homes, motiu pel qual el capità De Santa i el coronel Allende li ofereixen la seva ajuda a canvi que ell col·labori a sufocar les revoltes populars. Posteriorment, De Santa assegura a Marston que té a Williamson i Escuella capturats a l'església de Chuparosa i es dirigeixen a per ells. No obstant això, en arribar a l'església, de Santa tendeix una emboscada a Marston, però és alliberat per Reyes. Marston s'uneix a Luisa i Reyes al bàndol revolucionari, assassina el capità De Santa i lliura Escuella als federals. Després d'aconseguir la victòria revolucionària, Allende i Williamson fugen de l'assalt a Presidio, però Marston els aconsegueix i els assassina.

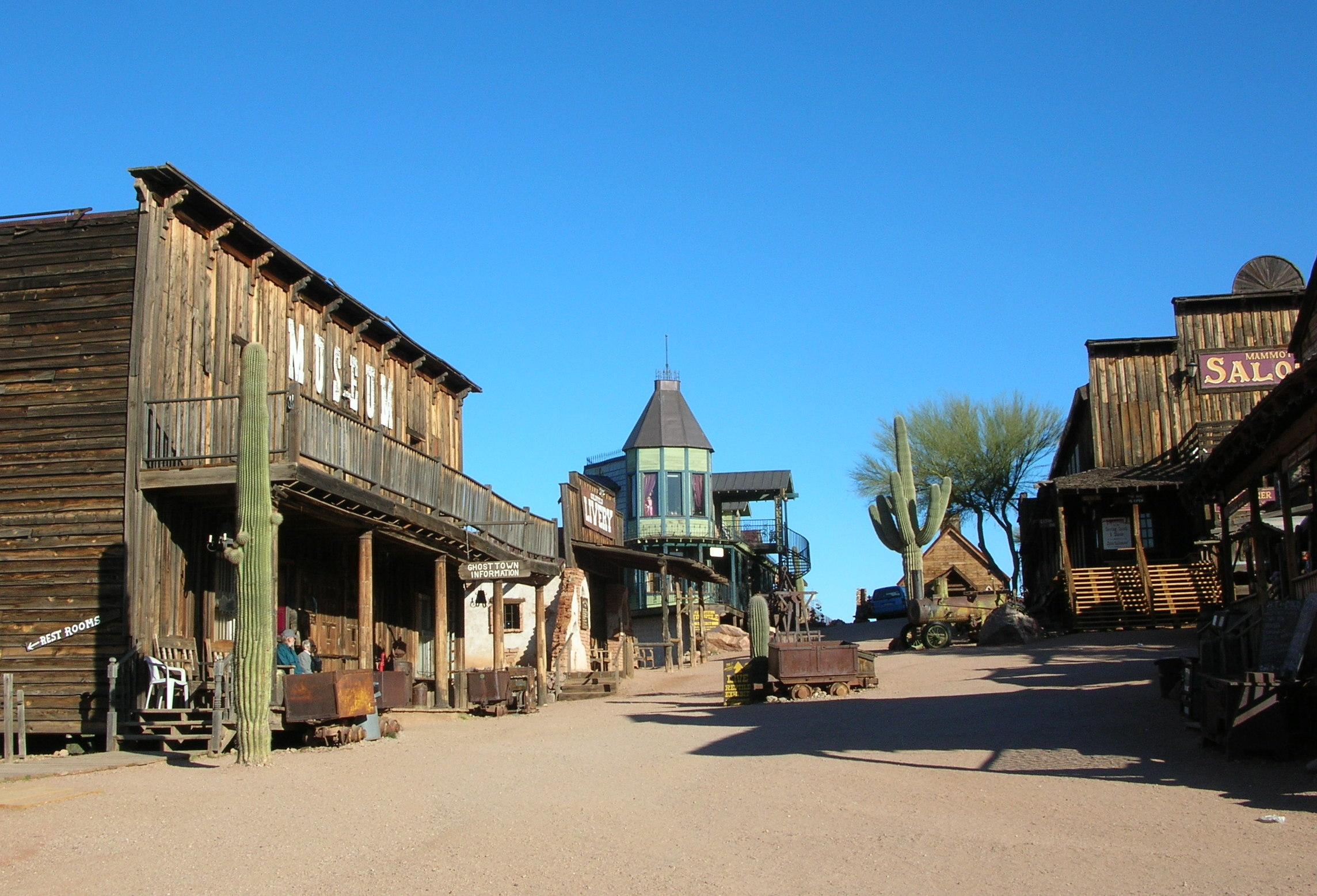
Els reptes a duel poden produir en plena ciutat.

Marston es reuneix a la frontera amb Edgar Ross i Archer Fordham, els agents federals que tenen segrestada la seva família i, quan semblava que s'anava a retrobar amb la seva dona i fill, li demanen que elimini ara a Dutch Van Der Linde, el líder de la banda de malfactors de la qual Marston, Williamson i Escuella eren membres. Marston viatja a West Elizabeth, on els federals tenen la seu a Blackwater. Allà, finalment, Marston troba a Van Der Linde, que se suïcida en presència del seu ex-company. El govern lliura a Marston a la seva família i torna a la seva granja. Després de diversos dies d'aparent descans i normalitat, els federals envien un grup d'homes a la granja de Marston que, després d'ordenar a la seva dona i fill que fugin, decideix entregar-se i mor assassinat a sang freda després de ser afusellat pel grup de federals que l'envoltava.
La història avança fins a l'any 1914, amb John Marston i la seva dona Abigail morts. Jack Marston, el fill del protagonista, pren el relleu de la trama, va a Blackwater i li pregunta a un home on està Ross, aquest li diu què està davant del llac Don Julio, aquí troba la seva dona, que assegura que Edgar Ross està caçant ànecs en un llac i mor en un duel amb Jack Marston. Jack rep les últimes edicions dels diaris on es pot llegir els destins dels personatges que el seu pare va conèixer en la seva aventura. Irish es va matar accidentalment en Thieves 'Landing, el comissari Leigh Johnson es va jubilar després d'una festa de comiat a Armadillo, on ha assegurat no tornar mai; Seth va aconseguir trobar el tresor que buscava i es va convertir en multimilionari; Landon Ricketts va morir a causa de la seva avançada edat, Abraham Reis es va convertir, irònicament, en un tirà governador i president de Mèxic; i Harold McDougal va ser expulsat de Yale quan va tractar de devorar a un company d'estudis per un experiment científic.

### Ambientació
Red Dead Redemption se situa en tres estats ficticis: New Austin, Nuevo Paraíso i West Elizabeth. Tots ells estan localitzats en el territori de la frontera entre els Estats Units i Mèxic, l'any 1911, en ple declivi del salvatge oest i dels prototips de vaquers i malfactors que el conformen, provocat pels avenços tecnològics, industrials, científics i en matèria d'infraestructures, amb la implantació del ferrocarril com a màxim exponent.

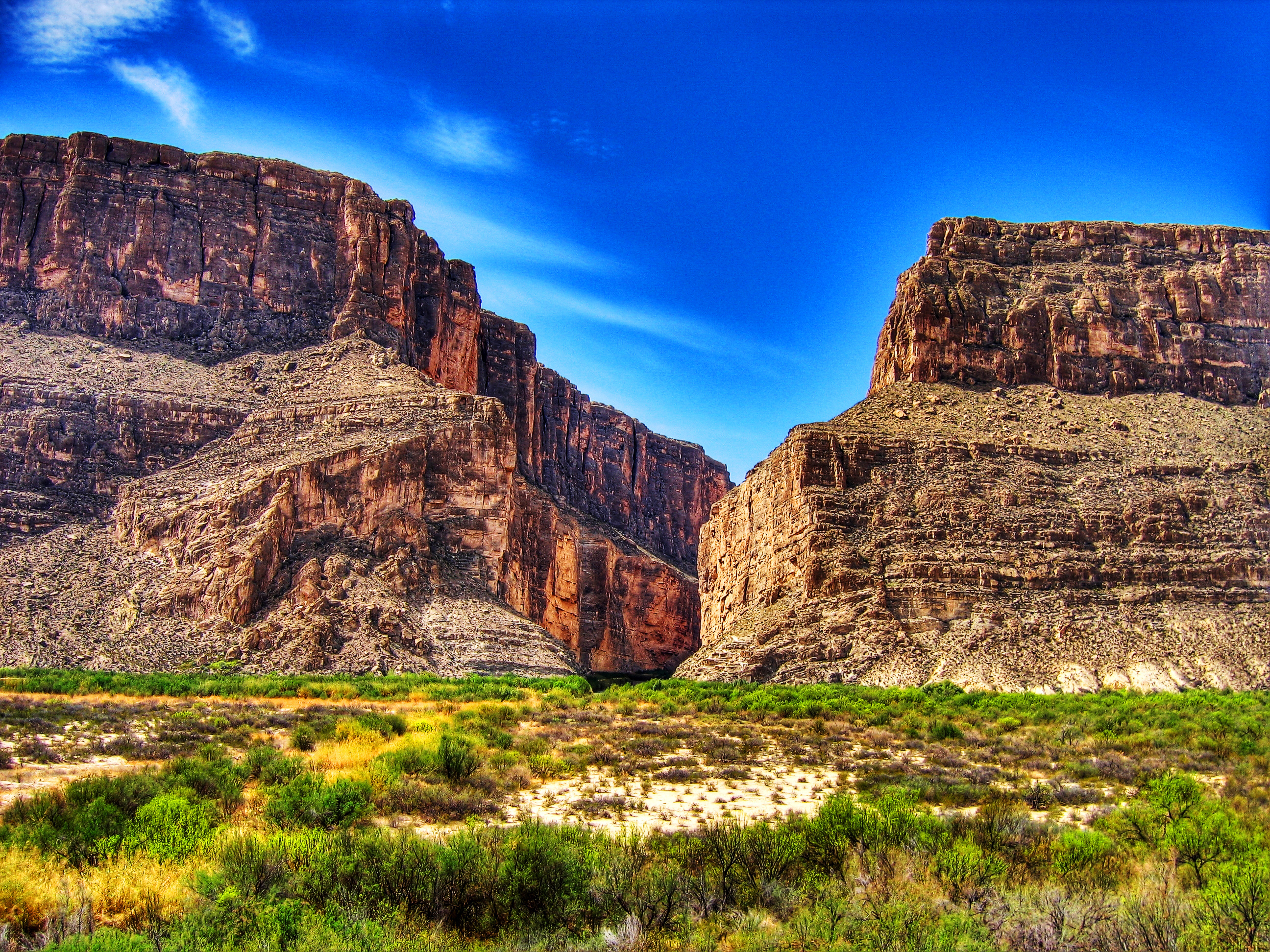
Els diferents estats tenen les seves pròpies característiques geogràfiques i climàtiques.

Cadascun dels estats disposa d'una ambientació única que el fa diferent de la resta. L'estat de New Austin està format per quatre comtats: Cholla Springs, Riu Bravo, Gaptooth Ridge i Hennigan s Stead. Aquesta regió està basada en els clàssics territoris de l'oest nord-americà i la seva flora i fauna és molt particular. Abunden les planes desèrtiques, poblats, saloons, ranxos o animals com els coiots, llops, armadillos o pumas, entre d'altres. Nuevo Paraíso és part del territori mexicà, amb els seus propis accidents geogràfics característics com un clima càlid i sec, terrenys més àrids i vermellosos, poblats i construccions edificats a base de pedra blanca i una fauna similar a la de New Austin. Està dividida en tres regions: Punta Orgullo, Perdido i Diez Coronas.
Per la seva banda, el territori septentrional de West Elizabeth és l'estat més industrialitzat i on la civilització moderna es fa més patent, especialment en la seu de l'estat, Blackwater, que posseeix edificis de recent construcció, parcs, vehicles motoritzats o carrers pavimentats. El seu clima és oposat als anteriors territoris, ja que abunden les praderies, boscos i muntanyes nevades. La seva fauna, d'altra banda, inclou espècies úniques com bisons o ossos bruns. Aquest estat està dividit en dos comtats: Tall Trees i Great Plains.

## Sistema de joc
Red Dead Redemption ofereix al jugador un ampli entorn de món obert que el jugador pot explorar. El jugador controla John Marston, que pot interaccionar amb tot l'entorn, des de parlar amb la població fins a caçar i fugir dels animals salvatges. La principal forma de desplaçar-se per l'ampli mapa del videojoc és mitjançant diverses races de cavalls que estan a disposició del jugador. No obstant això, nedar no és possible en la història, ja que Marston no està dotat d'aquesta capacitat, i si s'endinsa molt lluny en rius o llacs, morirà ofegat.
Com a part de la història, el jugador pot prendre partit de situacions aleatòries amb què es troba a mesura que explora el territori. Aquest tipus de trobades inclouen penjaments públics, emboscades, peticions d'ajuda, trobades amb estranys, duels i atacs de perillosos animals. També, el jugador pot presenciar l'entrada de malfactors en una població disparant i espantant als vilatans, de manera que el jugador té l'opció d'eliminar, amb el seu consegüent augment de fama i honor entre els locals. A més, és possible participar en activitats paral·leles a les missions com jocs d'atzar, entre els quals s'inclouen partides de pòquer, de daus o de llançament de ferradura; entrar en sales de cinema per veure pel·lícules mudes, separar individus en baralles, realitzar missions de caça-recompenses o buscar tresors.

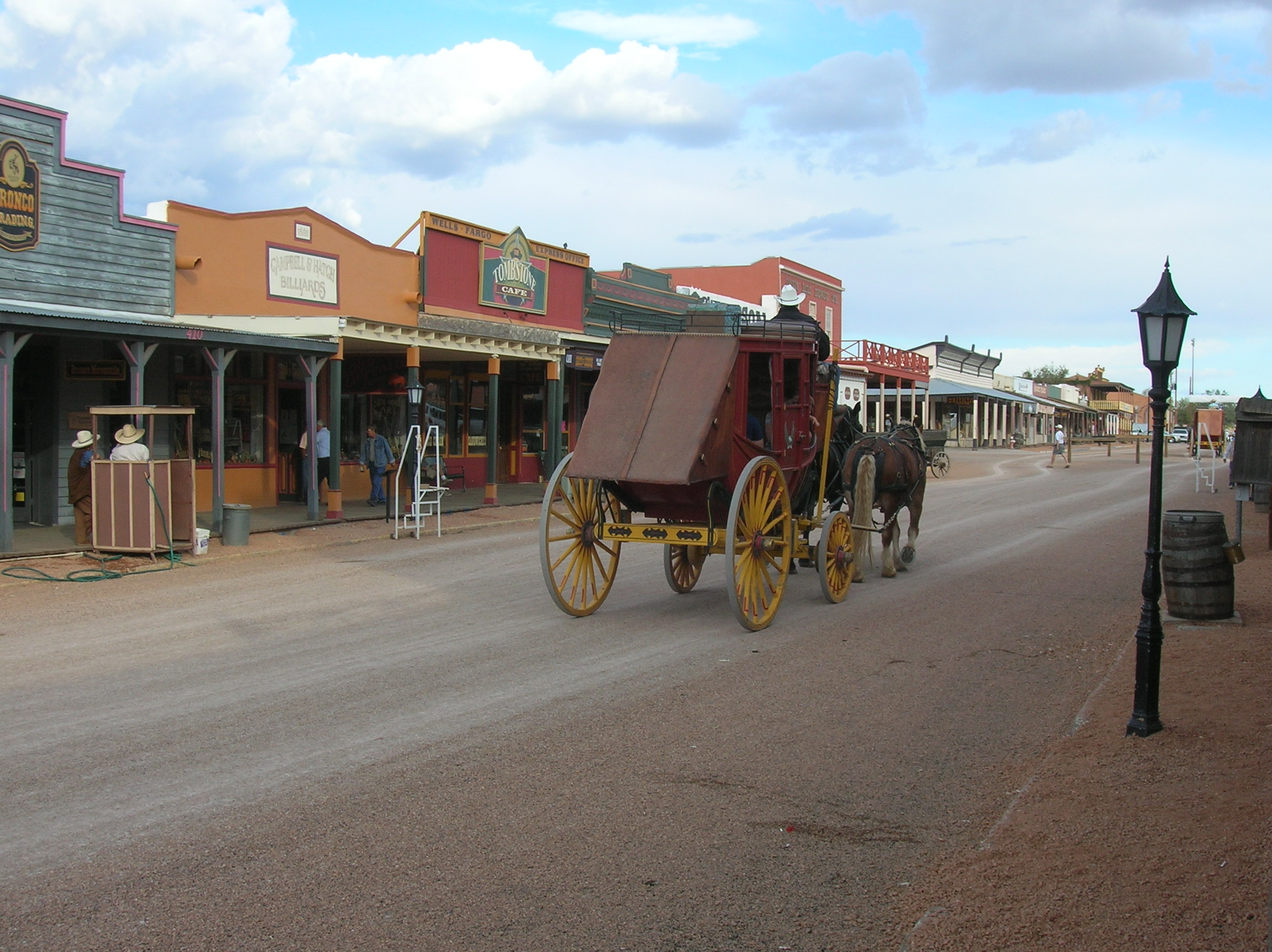
Les diligències són un dels mitjans de transport més ràpids en Red Dead Redemption.

Red Dead Redemption introdueix l'opció d'emprar un sistema moral en el qual els jugadors tenen la capacitat per obtenir honor, ja sigui positiu o negatiu. El personatge pot obtenir honor capturant o matant malfactors que són cercats per les autoritats, guanyant duels i salvant innocents, entre moltes altres accions. La pèrdua d'honor es produeix, per exemple, matant o robant civils. Això funciona semblantment a un altre sistema, la fama, que influirà en com Marston serà vist per la resta i quin tipus de reaccions suscitarà al seu voltant. A majors nivells de fama i honor, més respectat i necessitat serà el personatge pels habitants.
La forma de fer diners en la història s'ajusta a l'època en què està ambientat el videojoc. El jugador pot aconseguir diners completant missions, ajudant a individus que es troben en dificultat pels paratges del joc, guanyant apostes en jocs d'atzar, saquejant els cadàvers dels criminals als quals el personatge dona mort durant les missions, realitzant treballs secundaris -com a vigilant nocturn o domador de cavalls-, així com caçant animals i usant les seves pells i carn per comercialitzar a les botigues dels poblats. Igual que en anteriors títols de Rockstar Games, el jugador també pot aconseguir fortuna de manera aliena a la llei, com assaltant o matant civils, però això comportarà la pèrdua d'estatus de fama i honor, així com un augment del seu deute amb les autoritats.
Els mitjans de transport a Red Dead Redemption són rudimentaris, d'acord amb l'època en què es desenvolupa el videojoc. El jugador pot desplaçar-se usant cavalls -cada raça té les seves pròpies característiques-, mulas, diligències, carros i el ferrocarril. També es pot fer amb cavalls salvatges que habiten per tot el territori sense perill d'alertar a les autoritats, però sí que cometrà delicte si decideix robar o assaltar qualsevol d'aquests mitjans de transport. Les diligències transporten a Marston per tot el mapa a canvi del pagament de la tarifa corresponent.

### Combat i resposta policial

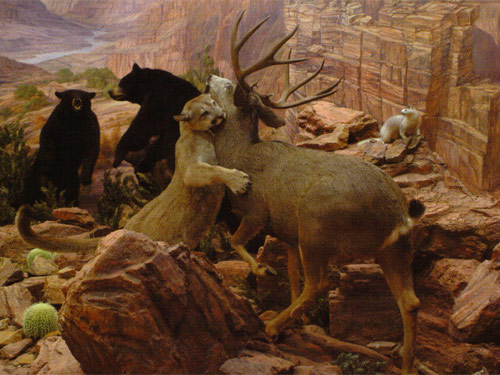
Un puma caçant un uapití, davant la presència d'ossos grizzly. Els tres animals tenen el seu espai en el joc i poden caçar-se entre ells.

Les escenes de combat i lluita són parts principals del joc. Els tirotejos a Red Dead Redemption empren un sistema de tercera persona. El jugador es pot cobrir, apuntar a una persona en concret i apuntar lliurement. El personatge també pot apuntar un altre tipus d'objectius sense necessitat d'eliminar-los, ja que Marston pot capturar exemplars vius mitjançant l'ús d'un llaç. Quan el jugador dispara a un enemic el motor del joc recrea la intel·ligència artificial de les reaccions i moviments de la víctima. John Marston té a la seva disposició un arsenal armamentístic que inclou revòlvers, pistoles, fusells, ganivets, explosius, llaços, metralladora Gatling, rifles, escopetes i canons.
Una de les principals novetats del videojoc és la inclusió de la manera "Dead-Eye". Aquest sistema fa servir l'estil Bullet Time, que permet al jugador recrear-se en el moment del tret i realitzar-los amb més precisió, triant diferents parts del cos i disparant a múltiples enemics de manera simultània. Quan la seqüència acaba, Marston dispararà amb extrema rapidesa tota la successió de trets que el jugador ha triat.
El sistema de "es busca" a Red Dead Redemption ha estat modificat sensiblement respecte al que utilitza Grand Theft Auto. Quan es comet un crim, com assassinar civils prop de testimonis, algú escaparà espantat en direcció a la comissaria més propera. Marston pot subornar o assassinar aquest testimoni abans que arribi a la comissaria. No obstant això, si el jugador posseeix alts nivells de fama i honor els testimonis poden fer els ulls grossos o acceptar suborns menys costosos. Per contra, si el crim es comet prop d'una comissaria, el mesurador de es busca apareixerà immediatament i augmentarà amb més crims. Per evadir a les autoritats en una persecució, Marston ha d'escapar de la zona perimetral que apareix al radar cap a zones més segures, on el mesurador disminueix fins a desaparèixer. El jugador pot, també, col·locar un mocador sobre la cara de Marston perquè el mesurador baixi més ràpidament. No obstant això, eludir els xèrifs o policies durant una persecució no vol dir que el jugador hagi quedat impune, ja que el seu deute amb les autoritats anirà en augment fins que pagui el seu deute en una sucursal de telègrafs o presenti una carta d'indult. Quan Marston és arrestat, el jugador ha de pagar el seu deute i llavors serà alliberat. Si el jugador no disposa de prou diners en efectiu per pagar la seva llibertat, la policia encarregarà a Marston serveis compensatoris a la comunitat, com realitzar activitats de caça-recompenses.

### Armes
A continuació es mostren les armes disponibles en el videojoc:
- Revòlver Cattleman: el revòlver estàndard, àmpliament utilitzat al Far West.
- Revòlver Schofield: revòlver superior al Cattleman.
- Revòlver de doble acció: revòlver de poder i velocitat de recàrrega moderats, però d'una alta cadència de foc.
- Revòlver Lemat: el revòlver més potent de tots, a més té capacitat per a nou bales.
- Pistola Volcanic: pistola de famós disseny que s'ha guanyat una bona reputació, destaca per la seva gran capacitat de munició.
- Pistola semiautomàtica: pistola de modern disseny, molt més eficaç que els revòlvers.
- Pistola High Power: de les pistoles més modernes del joc, destaca per la seva potència.
- Carabina de repetició: fusell de repetició estàndard, àmpliament usat en l'Oest.
- Winchester de repetició: fusell que supera la carrabina estàndard en tot menys en velocitat de recàrrega.
- Henry de repetició: fusell molt similar al Winchester però més poderós i amb un carregador per a dotze bales.
- Evans de repetició: fusell de modern disseny que destaca per la seva cadència de tret i gran capacitat de munició.
- Fusell Springfield: fusell de retrocarga, destaca per la seva potència i abast.
- Fusell de forrellat: fusell molt poderós i de ràpida recàrrega, però la seva capacitat de munició és escassa.
- Fusell de caça (Fusell Bufalo): modern i potent fusell, el més poderós de tots.
- Fusell Rolling Block: fusell equipat amb una mira telescòpica i ideal per a blancs llunyans.
- Fusell Carcano: fusell italià de forrellat amb una mira telescòpica que supera el Rolling Block.
- Fusell explosiu: poderosa arma amb munició explosiva.
- Escopeta de corredissa: moderna escopeta letal a distàncies curtes.
- Escopeta retallada: escopeta retallada per a un millor maneig, destaca per la seva velocitat de recàrrega.
- Escopeta semiautomàtica: escopeta semiautomàtica més eficaç que la de dos canons.
- Escopeta de dos canons: vella escopeta amb dos canons potent a curtes distàncies.
- Ganivet llancívol: ganivet que es pot llançar, ideal per eliminar enemics de manera silenciosa i sense ser descobert.
- Dinamita: explosiu que causa greus danys, és útil per aclarir edificis o trinxeres.
- Ampolla incendiària: ampolla de whisky amb foc, ideal per prendre edificis o negar zones.
- Tomahawk: destral que, igual que el ganivet llancívol, es pot llançar.
- Ganivet: arma bàsica que s'usa principalment per a combats cos a cos, tot i que també és útil per caçar.
- Llaç: clàssic llaç amb moltes utilitats, entre d'altres, tirar-lo a cavalls per domar-los o lligar a delinqüents.
- Punys: els cops de puny serviran per deixar inconscients als lladres de bestiar, lladres o vàndals que actuen a la nit als pobles.

#### Armament especial
- Metralladora Gatling: arma molt poderosa que pot estar muntada en ferrocarrils i diligències.
- Metralladora Browning: una altra de les armes fixes de la història, amb una gran potència.
- Canó: canó devastador que està present a El Presidi, una fortalesa mexicana.

### Multijugador
Red Dead Redemption inclou un mode multijugador online amb un màxim de 16 jugadors per sessió en un entorn obert. L'usuari disposarà d'un personatge desbloqueable en lloc d'utilitzar a Marston, el protagonista de la mateixa història, i cada acció farà possible augmentar el nivell d'experiència del jugador -fins a cinquanta nivells- per aconseguir noves armes, equipament i fins i tot nous personatges. A més, a mesura que el jugador puja el seu nivell d'experiència podrà desbloquejar nous desafiaments multijugador.
Hi ha dues maneres disponibles: una manera lliure i una altra de competitiu. La manera lliure inclou partides amb vuit usuaris per cada bàndol amb els quals serà possible participar en partides d'amagatalls de bandes i desafiaments ambientals. Durant la manera lliure el jugador podrà trobar senyals en ciutats que indiquen el començament immediat de la manera competitiva. Aquest comença amb la clàssica disposició dels jugadors en mode Mexican Standoff -jugadors cara a cara en un duel per determinar qui pren la sortida- i inclou partides de bandes per equips, tirotejos de tots contra tots i capturar la borsa. Al seu torn, la manera capturar la borsa inclou tres modalitats de joc: "Febre de l'or", on els jugadors han d'agafar el màxim nombre de bosses d'or que puguin i portar-les als cofres més pròxims; "Cada un a la seva", en el qual cada equip té una bossa i ha de defensar, i "Capturar la borsa", manera en què només hi ha una bossa i un cofre per als dos equips.
En la manera multijugador els usuaris poden recollir tot tipus d'equipament que trobaran escampat pel terreny, utilitzar els cavalls i diligències, així com la manera "Dead-Eye", que està també disponible. El joc inclou l'opció d'unir al Rockstar Games Social Club que la desenvolupadora va introduir ja en Grand Theft Auto IV.
Amb les actualitzacions com Malfactors fins al final, Mentiders i Tramposos i Llegendes i assassins es pot augmentar el món online amb noves localitzacions, personatges, armes i modes de joc. En el pack Mentiders i Tramposos és possible jugar amb John Marston i altres personatges, jugar al Poker i a l'Atès Mentider i s'agrega el rifle explosiu a les armes. Amb el pack Llegendes i Assassins és possible jugar amb personatges del Red Dead Revolver, la preqüela espiritual del joc, i afegeix el Tomahawk, una destral de combat índia que s'usa tant per combat cos a cos com per llançar-la. El pack Malfactors fins al final afegeix 6 nous modes de jocs com a fortalesa i permet tenir una fortalesa, en atacar es puja de nivell més ràpid.

## Banda sonora
Red Dead Redemption Original Soundtrack és la banda sonora del videojoc Red Dead Redemption. Fou composta principalment pel membre de Friends of Dean Martinez, Bill Elm i el seu ex-company, Woody Jackson. A més, comptaren amb la col·laboració d'altres artistes com el músic suec de folk José Gonzalez. A diferència de la versió llançada en CD, la banda sonora del videojoc està composta per un total de catorze hores de material gravats en 130 ppm en la menor per a una "major harmonia i diversitat dels sons".
El supervisor de la música de Rockstar, Ivan Pavlovich —qui firmà l'aspecte musical dels títols de la saga Grand Theft Auto (GTA) — fou l'encarregat de realitzar l'apartat musical en Red Dead Redemption. Pavlovich assegurà que, a diferència de GTA, "no hi havia cap manera d'utilitzar música amb llicència com ho havíem fet en el passat. Així que ens vam adonar que necessitaríem escriure la nostra pròpia música". Pavlovich contactà amb la banda Friends of Dean Martinez, de Tucson, Arizona, i, en escoltar-los, pensà: "aquesta gent podrien fer una interpretació moderna fantàstica de música clàssica de western". Fou llavors quan es posaren en contacte amb el fundador de la banda, Bill Elm i el seu company, Woody Jackson.
La música en el joc canvia segons que el personatge es trobi en diferents territoris que conformen el mapa de Red Dead Redemption, la tensió del moment i les decisions que prengui el personatge en qüestió, com tiroteigs o fugides. El joc està acompanyat contínuament per una banda sonora instrumental de fons que canvia a mesura que el jugador es troba als Estats Units o a Mèxic, sonant un tipus característic de música en cada regió, des de melodies pastorívoles fins a altres amb més suspens o frenètiques. Segons el propi Jackson, "quan el joc comença, a la frontera, tenim alguns xiulets, violins, una harmònica, guitarres -que li confereixen una autèntica sensació de tranquil·litat. Després s'arriba a Mèxic, on utilitzem alguns corns". Jackson assegurà que treballaren en la banda sonora de Red Dead Redemption durant quinze mesos.
En el videojoc hi ha quatre cançons que incloguin vocalistes: Jamie Lidell, William Elliott Whitmore, José González i Ashtar Command. William Elliott Whitmore va gravar a cappella la cançó "Bury Me Not On The Lone Prairie", mentre que Jamie Lidell va realitzar una edició del seu senzill "Compass". "Far Away", de José González, es pot escoltar quan en John Marston arriba per primer cop a Nuevo Paraiso i "Deadman's Gun", de Ashtar Command, apareix en els crèdits finals.
Totes les cançons foren compostes per Bill Elm i Woody Jackson, excepte on s'indiqui.
| Núm. | Títol                                                        | Durada |
| ---- | ------------------------------------------------------------ | ------ |
| 1.   | «Born Unto Trouble»                                          | 3:12   |
| 2.   | «The Shootist»                                               | 4:17   |
| 3.   | «Dead End Alley»                                             | 2:06   |
| 4.   | «Horseplay»                                                  | 3:15   |
| 5.   | «Luz y Sombra»                                               | 5:19   |
| 6.   | «El Club De Los Cuerpos»                                     | 6:24   |
| 7.   | «Estancia»                                                   | 2:02   |
| 8.   | «(Theme From) Red Dead Redemption»                           | 5:38   |
| 9.   | «Triggernometry»                                             | 5:24   |
| 10.  | «Gunplay»                                                    | 1:28   |
| 11.  | «Redemption In Dub»                                          | 2:10   |
| 12.  | «Muertos Rojos (aka The Gunslinger's Lament)»                | 5:51   |
| 13.  | «The Outlaw's Return»                                        | 6:54   |
| 14.  | «Exodus In America»                                          | 4:59   |
| 15.  | «Already Dead»                                               | 1:31   |
| 16.  | «Far Away» (José González)                                   | 4:40   |
| 17.  | «Compass (Red Dead On Arrival Version)» (Jamie Lidell)       | 2:59   |
| 18.  | «Deadman's Gun» (Ashtar Command)                             | 4:15   |
| 19.  | «Bury Me Not On The Lone Prairie» (William Elliott Whitmore) | 2:24   |